# Frodo Lives!

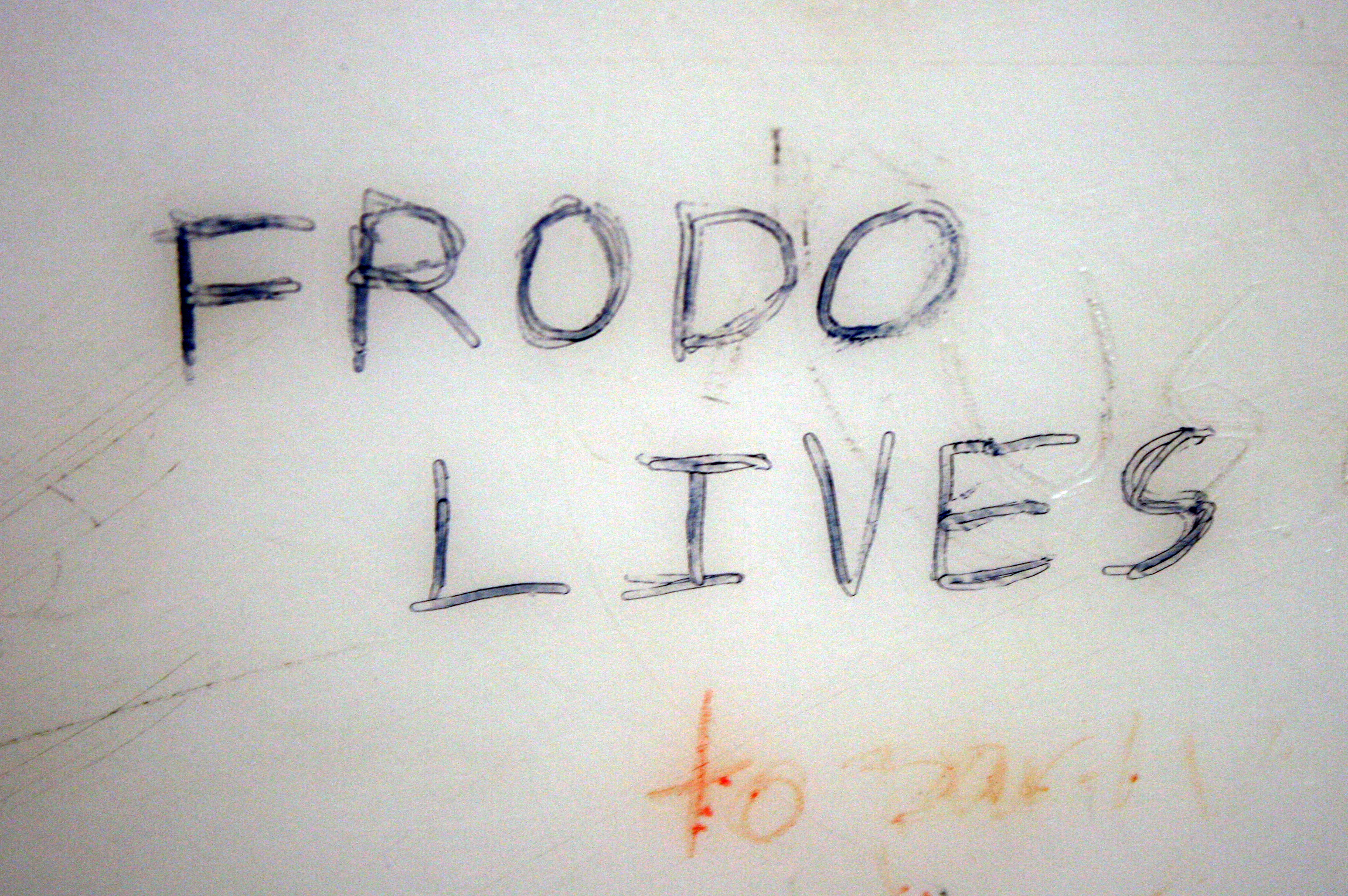
「Frodo Lives」。

Frodo Lives!（中文譯為「佛羅多還活著！」）是在1960年代和1970年代時期流行的一句口號，指的是J·R·R·托爾金小說《魔戒》的主角佛羅多·巴金斯。隨著《魔戒》小說在美國的出版，這個詞逐漸流行起來；甚至寫著這句口號的塗鴉還出現在世界各地的地鐵站及其他地方。